# Jon Foster

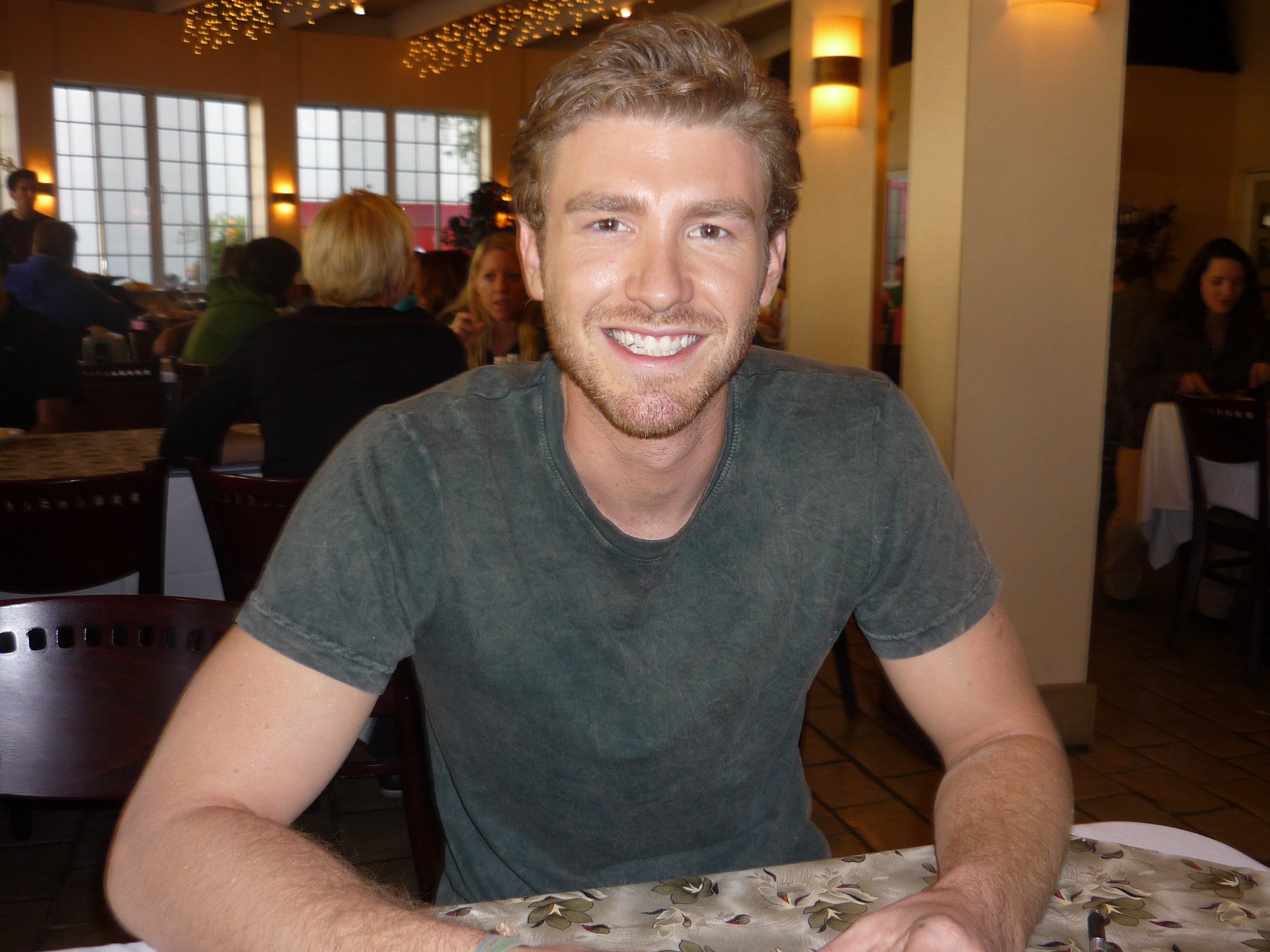
Jon Foster (2009)

Jonathan „Jon“ Daniel Foster (* 3. August 1984 in Boston, Massachusetts) ist ein US-amerikanischer Schauspieler.

## Leben und Leistungen
Jon Foster, ein jüngerer Bruder des Schauspielers Ben Foster, debütierte an einem Theater in Iowa. Später zog er nach Los Angeles, wo er bei seinem Bruder wohnte. Nach zwei Gastauftritten in Fernsehserien spielte er in dem Politthriller Thirteen Days (2000) die Rolle von einem der Söhne von Kenny O'Donnell (Kevin Costner).
In dem Fernsehthriller Mord in Greenwich (2002) trat Foster in einer der größeren Rollen auf und wurde dafür im Jahr 2003 für einen Young Artist Award nominiert. In dem Filmdrama The Door in the Floor – Die Tür der Versuchung nach dem Roman Witwe für ein Jahr von John Irving spielte er 2004 die Rolle eines Assistenten des Schriftstellers Ted Cole (Jeff Bridges), mit dessen Frau (Kim Basinger) er eine Affäre hat.
In dem Horrorfilm Stay Alive war er 2006 in einer der Hauptrollen zu sehen. In der Abenteuerkomödie Ein verhängnisvoller Sommer (2008) spielte er die Rolle eines Studenten, der einen kriminellen Vater (Nick Nolte) hat und eine intime Beziehung zu Jane Bellwether (Sienna Miller) wie auch zu deren Freund Cleveland Arning (Peter Sarsgaard) unterhält.
Am 20. Juni 2015 heiratete er Chelsea Tyler, die Tochter des Sängers Steven Tyler, nachdem sie sich im Mai 2014 verlobt hatten.

## Filmografie (Auswahl)
- 2000: Thirteen Days
- 2001: Das Haus am Meer (Life As A House)
- 2001: Danny (Fernsehserie)
- 2002: Mord in Greenwich (Murder in Greenwich)
- 2003: Terminator 3 – Rebellion der Maschinen (Terminator 3: Rise of the Machines)
- 2004: The Door in the Floor – Die Tür der Versuchung (The Door in the Floor)
- 2004–2005: Life As We Know It (Fernsehserie, 13 Folgen)
- 2006: Stay Alive
- 2006: Windfall (Fernsehserie)
- 2008: Ein verhängnisvoller Sommer (The Mysteries of Pittsburgh)
- 2008: The Informers
- 2009: Tenderness – Auf der Spur des Killers (Tenderness)
- 2009–2010: Aus Versehen glücklich (Accidentally on Purpose, Fernsehserie, 18 Folgen)
- 2010: Der letzte Ritt des Ransom Pride (The Last Rites of Ransom Pride)
- 2010: Brotherhood – Die Bruderschaft des Todes (Brotherhood)
- 2011: Rampart – Cop außer Kontrolle (Rampart)
- 2012: Ben and Kate (Fernsehserie, Pilotfolge)
- 2013: Mr. Jones
- 2013: Suits (Fernsehserie, 1 Folge)
- 2020: 9-1-1: Lone Star
- 2024: Paddington in Peru